# Homeland (Florida)
Homeland ist  ein census-designated place (CDP) im Polk County im US-Bundesstaat Florida.  Das U.S. Census Bureau hat bei der Volkszählung 2020 eine Einwohnerzahl von 305 ermittelt. 

## Geographie
Homeland liegt rund 5 km südlich von Bartow sowie etwa 60 km östlich von Tampa. Der CDP wird auf einer gemeinsamen Trasse von den U.S. Highways 17 und 98 (SR 35) durchquert.

## Geschichte
1886 wurde von der Florida Southern Railway eine Bahnstrecke von Lakeland über Homeland bis Punta Gorda erbaut, die 1892 in das Plant System integriert wurde.

## Demographische Daten
Laut der Volkszählung 2010 verteilten sich die damaligen 366 Einwohner auf 104 Haushalte. 97,3 % der Bevölkerung bezeichneten sich als Weiße, 1,4 % als Afroamerikaner und 0,8 % als Indianer. 0,5 % gaben die Angehörigkeit zu mehreren Ethnien an. 11,2 % der Bevölkerung bestand aus Hispanics oder Latinos.
Im Jahr 2010 lebten in 37,7 % aller Haushalte Kinder unter 18 Jahren sowie 36,2 % aller Haushalte Personen mit mindestens 65 Jahren. 74,6 % der Haushalte waren Familienhaushalte (bestehend aus verheirateten Paaren mit oder ohne Nachkommen bzw. einem Elternteil mit Nachkomme). Die durchschnittliche Größe eines Haushalts lag bei 2,82 Personen und die durchschnittliche Familiengröße bei 3,22 Personen.
29,6 % der Bevölkerung waren jünger als 20 Jahre, 18,8 % waren 20 bis 39 Jahre alt, 31,1 % waren 40 bis 59 Jahre alt und 20,5 % waren mindestens 60 Jahre alt. Das mittlere Alter betrug 42 Jahre. 51,4 % der Bevölkerung waren männlich und 48,6 % weiblich.
Das durchschnittliche Jahreseinkommen lag bei 32.759 $, dabei lebten 73,7 % der Bevölkerung unter der Armutsgrenze.

## Sehenswürdigkeiten
Am 2. Februar 2007 wurde die Homeland School in das National Register of Historic Places eingetragen.